# Депеш Мод
„Депеш Мод“ (на английски: Depeche Mode) е синтпоп (synthpop) група от Англия.
Основана е в град Базилдън през 1980 г. Наименувана е на френското модно списание Dépêche mode. Нейният стил отначало е ню уейв (new wave) с елементи на ню романтик (new romantic), а през 1990-те години са окачествявани като алтернативна рок група.
След присъединяването на Мартин Гор към групата китарите са заместени със синтезатори. Големият успех на групата идва, след като спира с концертите и издаването на плочи. В началото на 1988 година интересът към нея нараства и в американските класации, радио- и телевизионни програми слушателите са засипани с песните на „Депеш Мод“. Отново са поканени в САЩ и изнасят грандиозен концерт. Той е заснет и издаден на видеокасета, която заема 1-во място в класацията на списание „Билборд“.

## Членове
- Мартин Гор – текстове, музика, китара, синтезатор, вокали, бекграунд вокали
- Дейвид Геън – фронтмен, вокали, текстове

Бивши участници в групата:
- Винс Кларк (Yazoo, The Assembly, Ирейжър) – текстове, синтезатор. От 1980 до 1981 г.
- Андрю Флечър – синтезатор, мениджър. От 1980 до смъртта си 2022 г.
- Алън Уайлдър (Recoil) – клавиши, ударни, програмиране. От 1982 до 1995 г.

## История

### 1980-те: търсене на себе си

#### 1979
В училището „Никълас Компрехенсив“ в Базилдън ходят в един и същи клас Винс Кларк, Андрю Флетчер и Мартин Гор. Винс и Андрю, които пеят заедно в църковния хор, свирят заедно и в групата „No Romance In China“. Мартин свири на китара първо в групата „Norman And The Worms“, а след това и във „French Look“, като се пробва и да пише текстове на песни.
След появата на Гари Нюман, Винс решава, че ще променят стила си и ще преминат изцяло на синтезатори. Така се създава „Composition Of Sound“. Винс заема временно мястото на певец и фронтмен на групата. Мартин се присъединява в малко по-късен период. Единственото, което липсва на триото, е певец.

#### 1980
В началото на 1980 се присъединява Дейвид Геън, който работи на микс-пулта за групата „Composition of Sound“, като певец. Дейв посещава три години колежа „Southend Art“ и чете модни списания, между които и френското „Mode Dépêche“. Той дава и прекрасната идея, групата да се преименува на някое благозвучно име, което лесно може да се запомни: „Depeche Mode“.
Докато Дейв се занимава по цял ден да предлага демотата на групата на различните звукозаписни компании, Мартин работи в банка. Анди работи като застрахователен агент, а Винс от време на време като шофьор. Демотата и инструментите струват тогава доста пари, които трябвало да се изработят по някакъв начин. Въпреки всичко следват отказ след отказ от звукозаписните компании.
Когато Депеш Мод на 10 декември 1980 г. за втори път излизат на сцена като подгряваща група на „Fad Gadget“, най-накрая целта е постигната. На концерта ги забелязва Даниъл Милър, автор на революционен за времето си проект „The Normal“, собственик на независимото звукозаписно студио „Mute Records“, при което е и „Fad Gadget“. На първо време (до 86-а) „Mute“ нямат договор с „Depeche Mode“. Всичко се определя от едно ръкостискане и съгласие за пълно поделяне на разходите, както и на приходите. В днешно време групата сключва единичен договор за издаването на всеки следващ албум.

#### 1981
Първият сингъл, Dreaming Of Me, достига 57 място на английската класация. Вторият сингъл, „New Life“, се изстрелва веднага с излизането си на 11, а Just Can't Get Enough достига дори до 8-о място. Мотивирани от успеха на 3-те си хита през октомври се появява дебютният им албум Speak And Spell. Всички песни, с изключение на две, са написани от Винс Кларк. Депеш Мод предприема малко турне в Англия и Германия. Любопитството към четирите момчета от Базилдън се покачва и Джоан (Joanne), приятелката на Дейв, организира информационно бюро в къщата на нейните родители. Оттам тя дава информация за най-новите планове на групата. Поради бързо нарастващата известност на групата и принадлежащия стрес Винс Кларк, на който му идва повече, решава да напусне групата. По принцип Винсънт ненавижда живите изяви по клубове и зали. Стремежът му да бъде студиен музикант творящ музика за дискотеките проличава и от останалите му проекти, които той осъществява след като напуска Депеш Mод. На 21 декември 1981 г. Винс Кларк напуска официално групата с прощално представление на Депеш Мод по английската телевизия.

#### 1982
Тъй като Винс Кларк напуска Депеш Мод, групата остава без главния си талант за писане на текстове. Тази трудна задача се поема от Мартин Гор, който в албума Speak And Spell с написаните си две песни доказва, че може да се справи с трудната задача.
Така триото Депеш Мод се насочват смело към издаването на четвъртия си сингъл See You, който Мартин е написал още преди години. Чрез една обява в Melody Maker намират Алън Уайлдър, който дотогава работи като помощник тонрежисьор с групи като Hitmen и като кийбордист в групата „Korges“.
Депеш Мод обаче официално продължават да се появяват като трио. Едва към средата на годината, след успешно турне в САЩ и след успешно изкарване на втория си албум A Broken Frame, Алън се утвърждава като четвърти член на групата. За години напред той определя цялостното звучене на групата и стиловата аранжировка. Много критици не предричат бляскаво бъдеще на Депеш Мод, след напускането на Винс Кларк. Групата е определена като тийн-идол, следователно е причислена към „еднодневките“ („One hit wonder Group“) – иронично название на групи и изпълнители създали един-единствен хит, след което биват автоматически забравени. Албумът A Broken Frame достига до осмо място в английската класация. Следва успешно турне в Европа до края на годината.

#### 1983
С Get The Balance Right Депеш Мод публикуват своя седми сингъл. През март следват турнета в Канада, Япония, Хонконг и САЩ. Още неавърнали се през юли се появява и първият предвестник на новия им албум: сингълът Everything Counts.
Третият албум Construction Time Again се появява през октомври и е шедьовър на Депеш Мод. Стилът се променя видимо – тежки текстове, които заклеймяват унищожението на околната среда и мизерията на третия свят; всичко това опаковано в добре звучащи, меки мелодии. От леките и неангажиращи песнички, Депеш Мод демонстрират разширяване на стиловата си ориентация. Това е първият им албум издържан в технопоп стил – придобиващ все по-голям интерес сред синтезаторните групи, респективно печелещ все повече почитатели сред меломаните.
За първи път е миксирана плоча с 56 пътеки – в берлинските студия Hansa Studios. Пътят е ясен: технопоп ритми и прекрасни синтетични мелодии. Също и този път Мартин поема главния товар на писането, с изключение на две песни (Two Minute Warning и The Landscape Is Changing), които са написани от Алън. Още тогава композиторският талант на Алан Уайлдър създава напрежение между него и Мартин – очевидно изживяващ се като лидер в групата, заради композирането на песните. Дванадесет години по-късно напрежението между двамата ще мотивира Алън да напусне групата. Както и в предния албум Мартин изпълнява и в този една песен (Pipeline).
Веднага след това Депеш Мод правят турне в Европа, за да рекламират новия си албум. Още докато трае турнето, се появява и новият сингъл Love In Itself.

#### 1984
Добре отпочинали Депеш Мод стартират за своя нов удар. През април се появява „People Are People“, и се изстрелва на първо място в немската и на трето място в английската чарт класация. Аранжирана като образцов технопоп, песента е записана и с нови дигитални синтезатори, което позволява доста по сложни ритмични и мелодични аранжировки, невъзможни при използване на аналогови синтезатори. Успехът следва почти веднага и в други европейски страни. И всичко това след като повечето европейски критици не предвещават добро бъдеще на групата след напускането на Винс Кларк.
Списания, които по-рано се колебаят дали да вземат интервю от Депеш Мод, се надпреварват сега да бъдат допуснати до групата. Въпреки всичко обаче Депеш Мод отказват на някои списания, тъй като забелязват, че те пишат каквото си искат.
Връщайки се от различни турнета, от които печелят златната плоча за People Are People, се захващат за работа в берлинските Ханза студия и миксират четвъртия си албум Some Great Reward. Вторият сингъл Master And Servant стои 2 седмици на второ място в немските класации.
През ноември публикуват Blasphemous Rumours и вълните на възмущението от текста заливат Европа. Песента третира неадекватното поведение на Бог, играещ си със съдбата на хората. В Германия и Великобритания песента бива бойкотирана и Депеш Мод са принудени да я издадат като двоен сингъл. Групата търпи и критика от страна на църквата, която заклеймява сингъла като скандален и богохулен. Въпреки всичко Депеш Мод правят едно успешно европейско турне. По това време интересът към тях е направо маниакален. Голям дял в това има интереса на музикалния бизнес към синт-поп групите, намиращи се в апогея на славата си. В следващите години електронната звучност ще бъде постепенно неглижирана, за сметка на набиращия „скорост“ алтернативен рок.

#### 1985
В началото на годината Депеш Мод правят концерти в Япония и САЩ. През май публикуват Shake The Disease и Мартин шокира света: още през 1984 той се появява на концерти с къса пола над кожените панталони, а сега показва и предпочитанието си към дълги кожени поли. Всичко допълва и със своите изцепки и разсъбличания пред репортери. Това води до всеобщо въодушевление, но и до предположението, че Мартин е може би би- или хомосексуален. Той обаче дава да се разбере, че това си е негова лична работа, а не на групата като цяло. Въпреки това съмненията относно сексуалната ориентация на момчетата остават.
През септември Депеш Мод публикуват своя 14 сингъл It's Called A Heart. В края на годината групата се събира отново в студиото и започват работа по новия си албум. Първо излиза в края на годината компилацията със сингли The Singles 81 – 85, която включва и синглите Get The Balance Right, Shake The Disease и It's Called A Heart, впоследствие и Live-видео „The Greatest Hits“.

#### 1986
Най-голямата си трансформация Депеш Мод претърпяват през 1986 г. с издаването на петнайсетия им сингъл „Stripped“ и последвалия го албум „Black Celebration“. За него Мартин Гор написва едни от мрачните си текстове. В „Black Celebration“ е включена и нова версия на „Fly on the Windscreen“, първоначално B-страна на „It's Called a Heart“. „A Question of Time“ е първият клип на групата, режисиран от холандския фотограф Антон Корбин. До този момент Корбин е режисирал 19 клипа на Депеш. Съвместната им работа продължава, като последният заснет от него клип на Депеш Мод е „Suffer Well“.

#### 1987 – 1988
През тази година излиза албумът „Music for the Masses“. Пресата прелива от хвалби към него за разлика от всеки друг албум, издаден от групата дотогава. С него момчетата пробиват на американския пазар – нещо, което до този момент не са успели да постигнат. „Music for the Masses“ е последван от световно турне в периода 1987 – 1988 г. Кулминацията му е на 18 юни 1988 г. в Роуз Боул, Пасадена, като този концерт е посетен от 60 453 души. Концертът е заснет и издаден под името 101.

### 1990-те: бляскави успехи

#### 1989 – 1990
В средата на 1989 Депеш Мод започват работа по поредния си студиен албум. От него са супер успешните сингли „Personal Jesus“ и „Enjoy the Silence“. „Personal Jesus“ е различен от всичко, правено от групата дотогава. В песента за първи път са използвани китари. Албумът е наречен „Violator“, а последвалото го турне – „World Violation Tour“. По това време Антон Корбин вече изцяло се грижи за визията на Депеш Мод. Той определя всичко: от обложките на синглите до видеоклиповете, както и сценичното оформление за предстоящото турне. „World Violation Tour“ също е успех за групата. 48 000 билета за концерта в Лос Анджелис са продадени само за един час. След края на турнето Дейв, Мартин, Анди и Алан си вземат една година почивка, нещо, което не се е случвало от създаването на групата дотогава. Ще изминат три години, докато британците издадат нещо ново.

#### 1993 – 1994
През 1993 г. с албума „Songs of Faith and Devotion“ Депеш Мод правят рязък завой в стила си. Няколко седмици преди появата на албума е издаден пилотният сингъл към него – „I Feel You“, който приятно изненадва феновете с рок звученето си. За разлика от предни години момчетата започват да използват живи инструменти. Мрачните текстове на Мартин Гор допълват брилянтата му музика. „Songs of Faith and Devotion“ дебютира на първо място в САЩ и Великобритания. Следва 14-месечното турне „Devotional“, което утвърждава Депеш Мод като една от най-големите рок банди наред с U2, R.E.M., INXS, и The Rolling Stones. То е последвано от две по-малки през лятото на 1994 – „Summer Tour“ и „Exotic Tour“. На тях обаче ясно проличава, че вече нещо не е наред в Депеш Мод: Андрю Флечър не взема участие, като се оправдава със здравословното си състояние. Все пак в музикално отношение нещата вървят идеално. Успехът на „Songs of Faith and Devotion“ е толкова голям, че е издадена негова версия на живо, а турнето е заснето на филм. Но по това време Дейв е под все по-силна зависимост от хероина, което е причина за нарастващото напрежение и вече откровена непоносимост между членовете на групата.

#### 1995 – 1998
Сутринта на 1 юни 1995 г. изненадва всички (включително и членовете на групата) с изключително неприятна новина. Тогава, навръх 36-ия си рожден ден, Алан Уайлдър оповестява, че напуска Депеш Мод. Човекът, оформил до голяма степен типичното за бандата звучене, изразява разочарованието си, че упоритата му работа не е получила нужното уважение и заявява, че повече не може да търпи тягостната атмосфера между музикантите. Алан не се оттегля изцяло от музикалната сцена, продължава да работи над соловия си проект „Recoil“. Черното лято продължава с неуспешния опит за самоубийство на силно зависимия от наркотиците фронтмен от 17 август 1995, когато Дейв си прерязва вените с бръснарско ножче. Приет е в клиника на лечение, но скоро след това е пуснат. На 28 май следващата година свръхдоза хероин и кокаин го довежда до клинична смърт. През лятото певецът почва да лекува зависимостта си, като по време на лечението групата записва нов албум. „Ultra“ се появява на следващата година, като от него излиза един от най-популярните хитове на Депеш Мод – „It's No Good“. За първи път от години издаването на албум не е последвано от турне. Издадена е нова колекция от сингли, озаглавена „The Singles 86 – 98“, след която тримата предприемат кратка световна обиколка – „The Singles Tour“. В сборния албум е включена и една нова песен – „Only When I Lose Myself“. След като заснема видеото към нея, Антон Корбин прекратява на този етап работата си с Депеш Мод. Самите музиканти се оттеглят от сцената и следват години на мълчание.

### „Депеш Мод“ в XXI век

#### 2001 – 2004
През 2001 г. е издаден десетият студиен албум на Депеш Мод Exciter, продуциран от Марк Бел. Exciter е първият албум на групата, който достига по-високи позиции в американските, отколкото в британските класации. Той не е добре приет от болшинството фенове и критици, макар някои списания да публикуват положителни отзиви за него. Въпреки че албумът не е точно това, което феновете са очаквали след дългата пауза, Депеш предприемат мащабно световно турне. Exciter Tour се нарежда сред успешните турнета на групата и е заснет и издаден на DVD под името „One Night in Paris“.
След края на турнето през 2002 г. тримата членове на групата се отдават на соловите си кариери. 2003 г. поднася на феновете „Paper Monsters“ – първият самостоятелен албум на Дейв. От него са синглите Dirty Sticky Floors, Bottle Living и I Need You. Фронтменът на Депеш Мод се отправя и на турне, излязло на DVD с името Live Monsters. През същата година излиза и вторият солов албум на Мартин, озаглавен Counterfeit². „Counterfeit ЕР“ (първият самостоятелен проект на Гор) се появява още през 1989 г. и разочарова феновете с липсата на авторски парчета. В албума Мартин събира кавъри на свои любими песни, защото желае да запази творческия си потенциал за работата с групата. Затова и е наречен „Counterfeit“ (Фалшификат). Неговото продължение от 2003 г. отново не поднася нищо авторско, а само нови версии на стари любими на Мартин песни. Третият от Депеш Мод – Андрю Флечър – основава собствен лейбъл, наречен „Toast Hawaii“. Единствените изпълнители, които той продуцира, са синтпоп групата „Client“.
През 2004 г. излиза компилацията „Remixes 81 – 04“. Тя съдържа както вече издавани, така и нови ремикси на синглите на Депеш Мод от периода 1981 – 2004. Като сингъл от сборния албум излиза „Enjoy the Silence 04“ – ремикс на емблематичната за триото песен, направен от Майк Шинода от Линкин Парк.

#### 2005 – 2006
През 2006 г. издават албума „Playing the Angel“. След тежка криза и няколко години без хитове успехът на албума е огромен и следва голямо турне.
На 21 юни 2006 г. пристигат в България, където събират над 40 000 души на стадион „Локомотив“ в София.

#### 2009 – 2010
През пролетта на 2009 г. издават албума „Sounds of the Universe“. След това отиват на турне, но докато са на Балканите, вокалистът им Дейв се разболява и отменят цели 7 концерта в това число и в София, който е трябвало да се проведе на стадион „Васил Левски“.

#### 2013 – 2014
През пролетта на 2013 г. излиза албумът „Delta Machine“. Подобно на предишното турне излизат на ново, но този път успяват да направят концерт в София и отново като през 2006 г. на стадион „Локомотив“. 

#### 2017 – 2018
Депеш Мод издават през пролетта на 2017 г. албума „Spirit“. Посланието е повече политическо и е вследствие събитията около Президентските избори в САЩ. 
Турнето не минава през София, а само през Атина в Гърция и Клуж Напока в Румъния (21 май 2017).

#### 2022 – настояще
Депеш Мод издават албума „Memento Mori“. Загубата на член от групата (Анди Флечър умира на 26 май 2022 от белодробна недостатъчност), носи посланието на предстоящия албум. Сингъл е „Ghosts Again“. Турнето е по-различно от обичайния формат и първо обикаля САЩ и Канада и после Европа. Подобно на предишното турне, концерти са планирани в Загреб и Букурещ, но не и в София. Причината за странния формат на Турне 2023 са икономическите проблеми след пандемията от 2020–2021 г. 

## Дискография

### Албуми
- Speak & Spell, 6 ноември 1981
- A Broken Frame, 27 септември 1982
- Construction Time Again, 22 август 1983
- Some Great Reward, 24 септември 1984
- Black Celebration, 17 март 1986
- Music for the Masses, 28 септември 1987
- 101, 13 март 1989 (Live-Албум)
- Violator, 19 март 1990
- Songs of Faith and Devotion, 1993
- Songs of Faith and Devotion Live, 6 декември 1993 (Live-Албум)
- Ultra, 14 април 1997
- Exciter, 14 май 2001
- Playing the Angel, 17 октомври 2005
- Sounds of the Universe, 17 април 2009
- Delta Machine, 22 март 2013
- Spirit, 17 март 2017
- Memento Mori, 24 март 2023

### Компилации
- People Are People, 2 юли 1984 (само в САЩ)
- The Singles 81→85, 14 октомври 1985
- Catching Up with Depeche Mode, 11 ноември 1985 (само в САЩ)
- Greatest Hits, 1987 (само в Германия)
- The Singles 86>98, 1998
- The Singles 81>85, 1998 (обновено публикуване)
- Remixes 81–04, 5 октомври 2004 (ремикси)
- The Best of Depeche Mode Volume 1, 13 ноември 2006
- Remixes 2: 81–11, 6 юни 2011

### Сингли
- Dreaming of Me, 1981
- New Life, 1981
- Just Can't Get Enough, 1981
- See You, 1982
- The Meaning of Love, 1982
- Leave in Silence, 1982
- Get the Balance Right!, 1983
- Everything Counts, 1983
- Love, in Itself, 1983
- People Are People, 1984
- Master and Servant, 1984
- Blasphemous Rumours/Somebody, 1984
- Shake the Disease, 1985
- It's Called a Heart, 1985
- Stripped, 1986
- A Question of Lust, 1986
- A Question of Time, 1986
- But Not Tonight, 1986
- Strangelove, 1987
- Never Let Me Down Again, 1987
- Behind the Wheel, 1987
- Little 15, 1988
- Strangelove '88, 1988
- Everything Counts (Live), 1989
- Personal Jesus, 1989
- Enjoy the Silence, 1990
- Policy of Truth, 1990
- World in My Eyes, 1990
- I Feel You, 1993
- Walking in My Shoes, 1993
- Condemnation, 1993
- In Your Room, 1994
- Barrel of a Gun, 1997
- It's No Good, 1997
- Home, 1997
- Useless, 1997
- Only When I Lose Myself, 1998
- Dream On, 2001
- I Feel Loved, 2001
- Freelove, 2001
- Goodnight Lovers, 2002
- Enjoy the Silence '04, 2004
- Precious, 2005
- A Pain That I'm Used To, декември 2005
- Suffer Well, април 2006
- John the Revelator / Lilian, юни 2006
- Martyr, октомври 2006
- Wrong, януари 2009
- Peace, юни 2009
- Fragile Tension / Hole to Feed, декември 2009
- Personal Jesus 2011, 2011
- Heaven, януари 2013
- Soothe My Soul, 2013
- Should Be Higher, 2013
- Where's the Revolution, 2017
- Going Backwards, 2017
- Cover Me, 2017
- Ghosts Again, 2023

### Видеозаписи
- The World We Live In and Live in Hamburg, 1985 (Live-концерт, VHS)
- Some Great Videos, 1985 (Видео компилация, VHS)
- Strange, 1988 (Видео компилация, VHS)
- 101, 13 март 1989 (Live-концерт, VHS)
- Strange Too, 1990 (Видео компилация, VHS)
- Devotional, 1993 (Live-концерт, VHS)
- The Videos 86>98, 1998 (Видео компилация, VHS/DVD)
- One Night in Paris, 2002 (Live-концерт, DVD&VHS)
- Videos 86>98 +, 2002 (Видео компилация, DVD-релийз с 2 диска)
- 101, 2003 (Live-концерт, DVD-релийз)
- Devotional, 2004 (Live-концерт, DVD-релийз)
- Touring the Angel: Live in Milan, 25 септември 2006 (Live-концерт, DVD-релийз)
- Tour of the Universe: Barcelona 20/21.11.09, 2010 (Live-концерт, DVD&Blu-ray-релийз)
- Live in Berlin, 2014 (Live-концерт, DVD-релийз)
- Video Singles Collection, 2016 (Видео компилация, DVD-релийз)
- LiVE SPiRiTS, 2020 (Live-концерт, DVD&Blu-ray-релийз)